# Daltonganj
Daltonganj (en santali: ᱰᱟᱞᱴᱮᱱᱜᱚᱸᱡᱽ ) es una localidad de la India, centro administrativo del distrito de Palamau en el estado de Jharkhand.

## Geografía
Se encuentra a una altitud de 234 m s. n. m. a 171 km de la capital estatal, Ranchi, en la zona horaria UTC +5:30.

## Demografía
Según estimación 2010 contaba con una población de 86 033 habitantes.